# زنجرک
زنجرک به گونه‌های مختلف حشرات از خانواده Cicadellidae گفته می‌شود. حشرات این خانواده در سراسر جهان پراکنده هستند و تاکنون بیش از ۲۰۰۰۰ گونه از آن‌ها شناسایی شده‌است. زنجرک‌ها از آفات عمومی محصولات کشاورزی به ویژه در نواحی گرمسیر و نیمه‌گرمسیر هستند. این حشرات ناقل مهم ویروس روی اعضای مختلف خانواده بادنجانیان، از جمله توتون، گوجه فرنگی،بادمجان، سیب زمینی و فلفل قرمز هستند.

## ویژگی
حشره کامل به رنگ سبز تا زرد مایل به قهوه‌ای دیده می‌شود. طول زنجرک کامل حدود ۳٫۵ میلی‌متر است. تخم‌ها کشیده و حدود یک میلی‌متر طول دارند. رنگ آن‌ها سفید مایل به زرد و معمولاً در داخل رگبرگ‌ها یا پهنه برگ قرار داده می‌شوند. پوره‌های زنجرک کوچک و حدود یک میلی‌متر طول دارند و به رنگ‌های مختلف مانند قهوه‌ای، زرد، نارنجی و سیاه دیده می‌شوند. زنجرک‌ها از چمن، درختچه‌ها یا درختان تغذیه می‌کنند. آن‌ها از پاهای عقب خو برای پریدن استفاده می‌کنند و زیر شکم از زائده‌های مو مانند که به عنوان یک دافع آب و حامل فرومون عمل می‌کند پوشیده شده‌است. برخی از آن‌ها ناقل ویروس‌ها، باکتری‌ها یا فیتوپلاسما هستند. خانواده Cicadellidae از طیف گسترده‌ای از گیاهان استفاده می‌کنند که به جز چند گونه اندک که هم از گیاهان تغذیه می‌کنند و در شرایط خاص از شته‌ها نیز تغذیه می‌کنند.
برخی ویژگی خانواده Cicadellidae:
دارای پاهای عقبی بلند هستند. دارای دوچشم ساده در جلو یا بالای سر هستند. پنجه پاها از سه قسمت تشکیل شده‌است. بالهای جلویی ضخیم نیستند.
این حشرات بسیار فعال هستند و با قطعات دهانی مکنده از شیره‌های گیاهی تغذیه می‌کنند. گونه‌های خانواده Cicadellidae که جزو آفات کشاورزی قابل توجه است شامل: زنجرک چغندرقند (tenellus Circulifer)، زنجرک سیب زمینی (fabae Empoasca)، زنجرک خالدار (rufofascia Sophonia)، تیرزن ماهر سبز-آبی (atropunctata Graphocephala)، تیرزن ماهر بال شیشه ای(Homalodisca vitripennis)، زنجرک قهوه‌ای (Orosius orientalis)، زنجرک ذرت (Cicadulina mbila)، زنجرک سیب سفید (Typhlocyba pomaria).